# Orchidégartneren
Orchidégartneren è un mediometraggio del 1977 diretto da Lars von Trier.